# Город уснул
«Город уснул» — российский фильм-драма режиссёра-дебютанта Марии Игнатенко. Участник основного конкурса кинофестиваля «Кинотавр 2020», а также программы Forum 70 Берлинского кинофестиваля.

## Сюжет
Однажды жена Виктора Ника погибает. Его мир будто бы оказывается погружённым в вечный сон. Но и в этом мире есть тот, кто не спит. На его-то поиски и отправляется Виктор. Отправляется, совсем не зная, что ждёт его впереди. Но он одержим местью и праведным гневом. И цель у него одна — месть убийце супруги.

## В ролях
- Вадик Королёв — Виктор
- Дмитрий Кубасов — Дмитрий
- Людмила Дуплякина — Ника
- Василиса Земскова — подруга Ники
- Тимофей Дашук — спящий
- Галина Лебединец — мать Виктора